# Moralisation de graphe

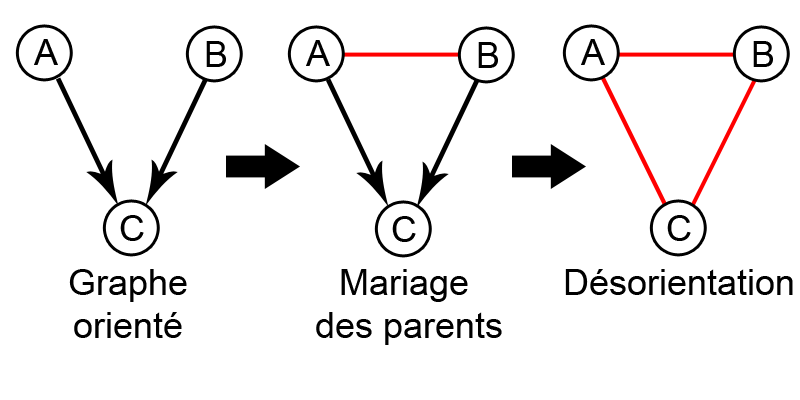
Moralisation d'un graphe.

La moralisation d'un graphe consiste à passer d'un graphe orienté à un graphe non orienté dont les parents d'un même sommet sont liés par une arête. Certains algorithmes nécessitent en effet de disposer d'un tel graphe.

## Méthode
Pour moraliser le graphe, on doit marier les parents d'un même sommet, puis désorienter le graphe. Cette étape peut s'effectuer en temps linéaire {\displaystyle O(n)}.

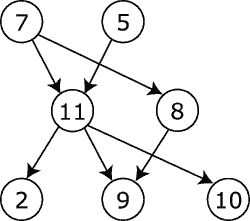
Un graphe orienté acyclique.

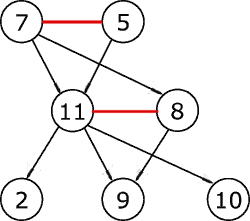
Le graphe moral correspondant. Les nouvelles arêtes sont en rouge.

## Utilisations
Cette opération est utilisée dans l'algorithme de l'arbre de jonction.